# Águia-de-cabeça-branca

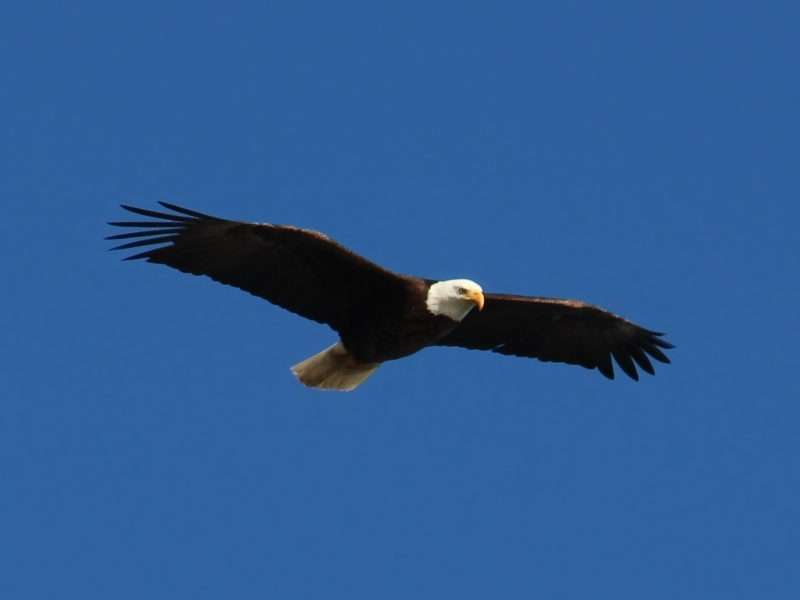
Uma Águia-de-cabeça-branca norte-americana.

A águia-de-cabeça-branca, águia-careca, águia-americana ou pigargo-americano  (Haliaeetus leucocephalus) é uma águia nativa da América do Norte. Sua distribuição geográfica inclui a maioria do Canadá, todos os Estados Unidos sendo o Alasca a sua maior distribuição, e norte do México. Encontra-se perto de grandes corpos de águas abertas com abundância de alimento e árvores antigas para o nidificação.
A águia-careca é um predador oportunista que se alimenta principalmente de peixes, que mergulha sobrevoando a superfície da água e apanha  com suas garras. Ele constrói o maior ninho de qualquer pássaro norte-americano e os maiores ninhos de árvores já registados para qualquer espécie animal, 1,1 metro de comprimento, 1,8 – 2,3 m de envergadura  das asas, e 3 – 6,3 kg de peso e velocidade de 120 – 160 km/h (mergulho). A maturidade sexual é atingida na idade de quatro a cinco anos. Na natureza elas podem viver até vinte anos.
Águias-carecas não são realmente carecas: o nome deriva de um significado mais antigo da expressão "cabeça branca". O adulto é principalmente marrom com uma cabeça e uma cauda branca. Os sexos são idênticos na plumagem, mas as fêmeas são cerca de vinte e cinco por cento maiores do que os machos. O bico é grande e enganchado. A plumagem do imaturo é marrom.
A águia-careca é o símbolo nacional dos Estados Unidos da América, sendo tanto o pássaro quanto o animal nacional e aparecendo, inclusive, em seu selo. No final do século XX estava à beira da extinção ao longo dos Estados Unidos. As populações já se recuperaram e a espécie foi removida da lista de espécies ameaçadas de extinção pelo governo dos EUA em 12 de julho de 1995 e transferida para a lista de espécies ameaçadas. Foi removido da Lista de Animais Selvagens Ameaçados e Ameaçados nos quarenta e oito estados mais baixos em 28 de junho de 2007. Atualmente existem uma população estimada de mais de 300.000 de águias-carecas nos Estados Unidos e a população continua aumentando.

## Descrição

### Características

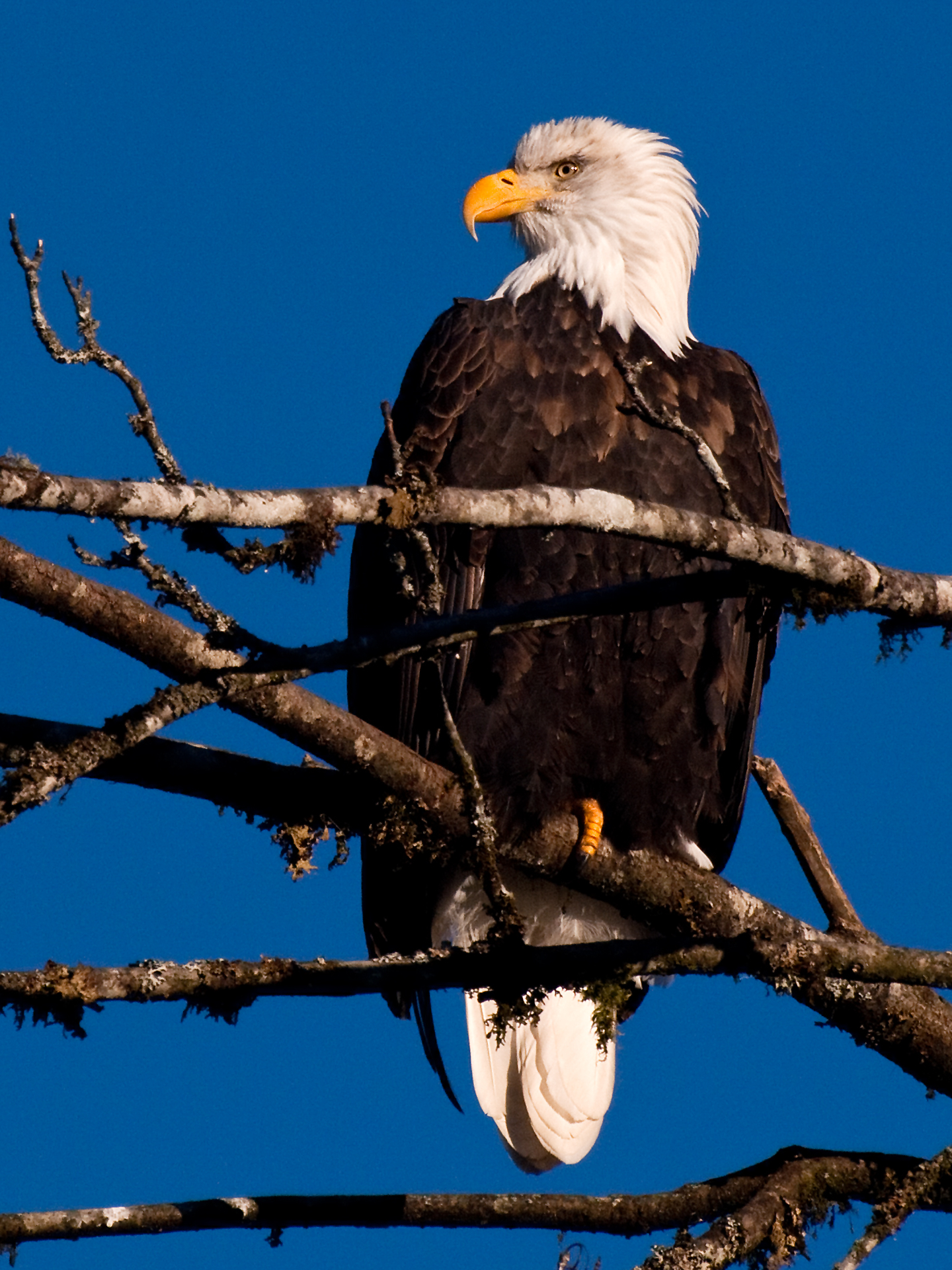
Águia-americana
Haliaeetus leucocephalus

Seu comprimento está em torno de 1,1 m a 1,9 m e a envergadura varia entre 1,9 m a 2,50 m. Suas asas são quadrangulares, com as extremidades penteoladas. Seu pio é cacarejado, chiado e áspero.

### Plumagem
A águia-americana adulta é facilmente reconhecida pela cabeça, pescoço e cauda brancos. As águias mais novas têm a cabeça e a cauda marrons ou castanhos. A plumagem branca só aparece quando a águia tem mais ou menos cinco anos de idade.

### Bico
Como outras aves de rapina, possui um bico grande, curvo e afiado (geralmente amarelo), que serve para dilacerar sua comida.

## Reprodução

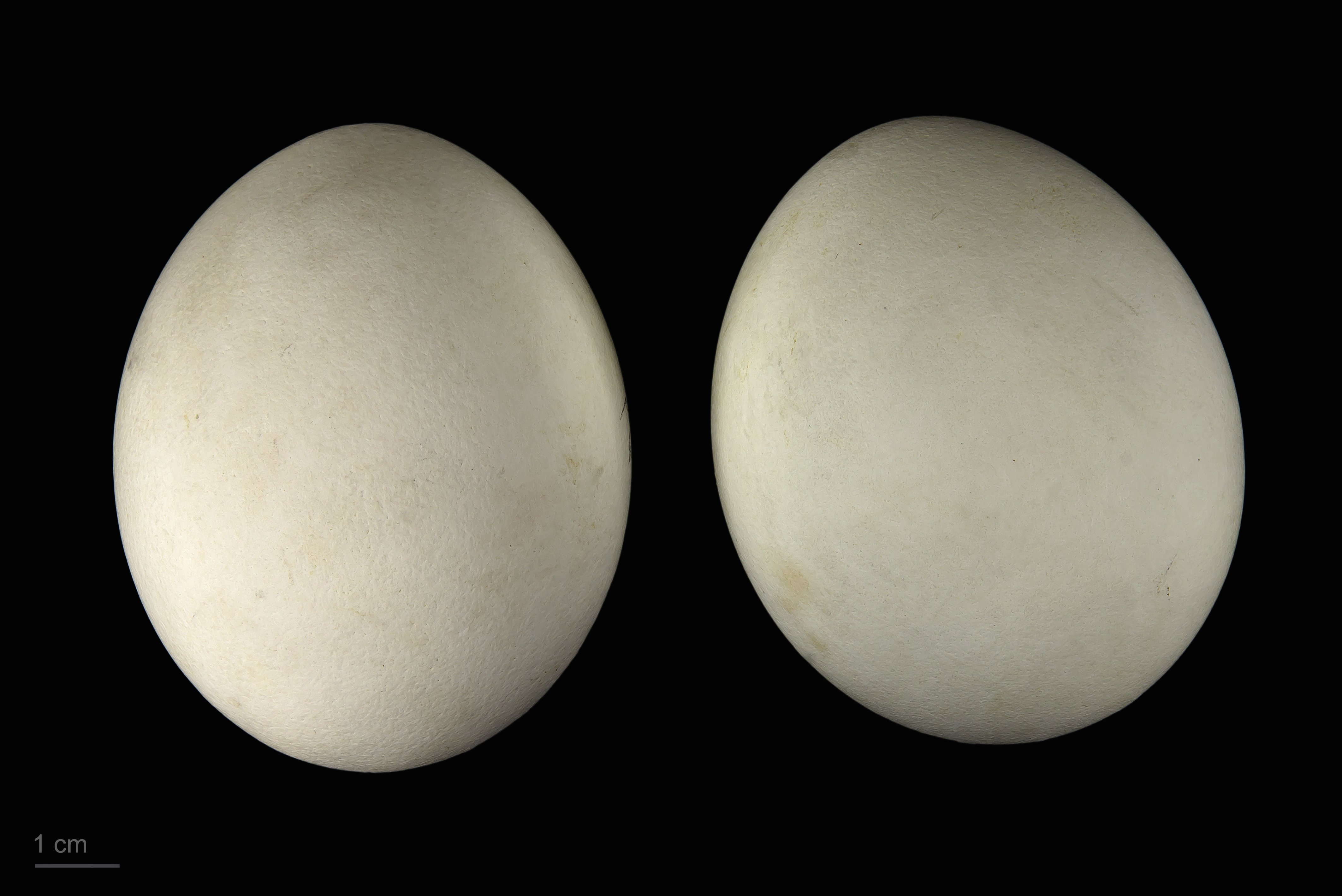
Haliaeetus leucocephalus - MHNT

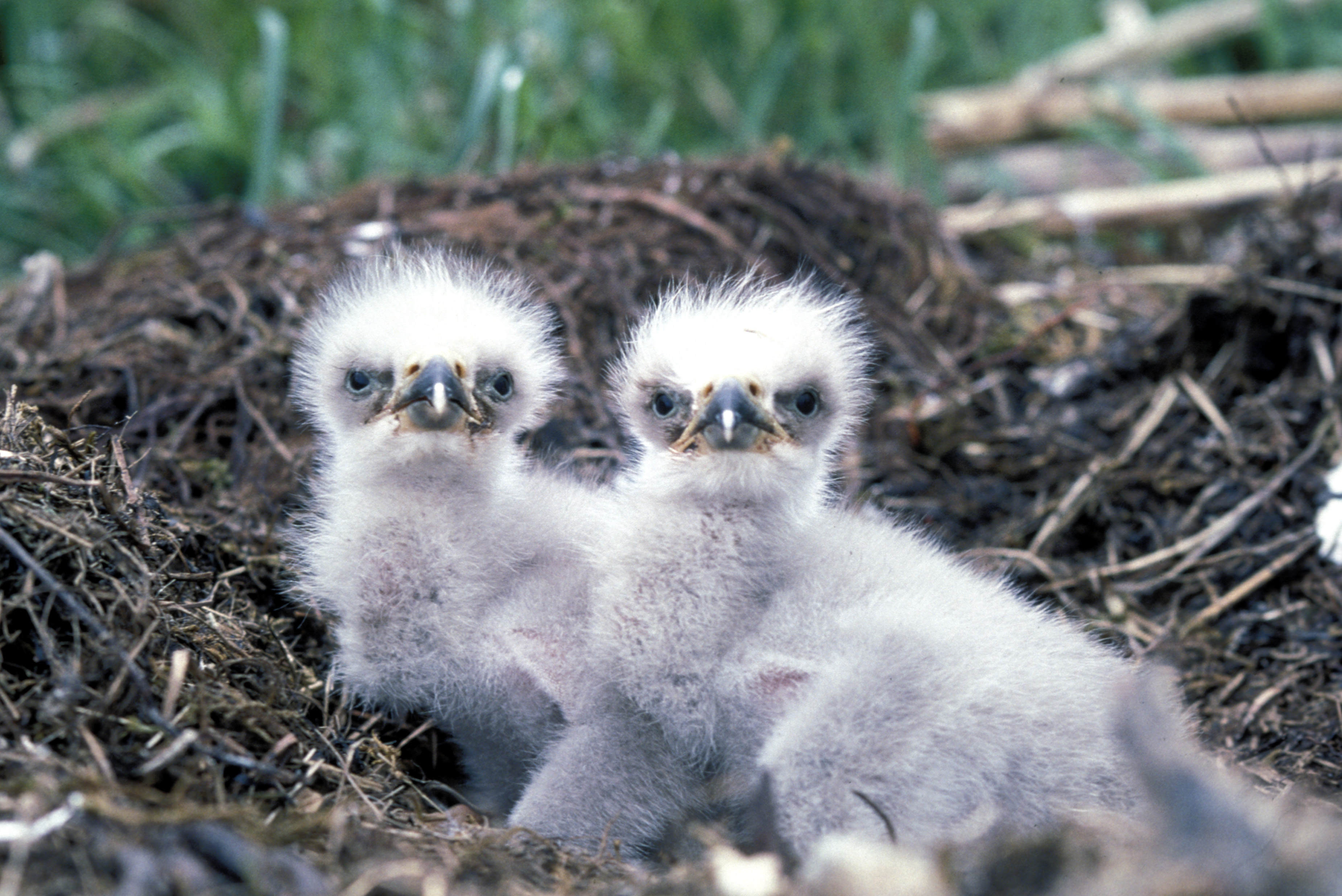
Filhotes no ninho

Em uma ninhada ocorre 2 ovos e a incubação dura um mês e meio. Desses dois ovos, apenas um dos filhotes sobrevive, pois entre a eclosão de um ovo para o outro há uma diferença de tempo de aproximadamente de três dias a uma semana e os pais acabam por priorizar a alimentação do filhote mais velho.

## Alimentação
Alimenta-se de peixes, que retira da água com suas garras afiadas. Além de pequenos mamíferos, lagartos e cobras encontrados nas planícies. Em algumas ocasiões, roubam outros alimentos da própria espécie. 

## Comportamento
Elas formam casais permanentes e quando os filhotes conseguem voar e caçar sozinhos, são expulsos do ninho pelos pais que lhes negam alimento.

## Subespécies
Nesta espécie há duas subespécies, que são:
H. l. washingtoniensis
H. l. leucocephaluss

## Habitat
Vive principalmente perto do mar, de rios e lagos, desde o Alasca e a parte ártica do Canadá até o golfo do México.